# Dragster

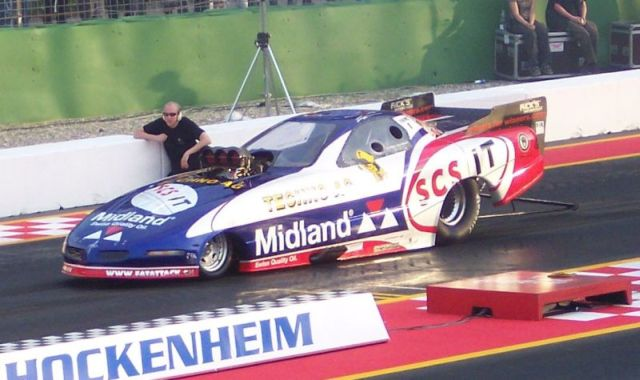
Dragster

Dragster – samochód używany w wyścigach na krótkich dystansach np. 1/4 mili. Zazwyczaj montuje się w nich ulepszone silniki tłokowe, jednak zdarzają się maszyny z silnikami odrzutowymi.
W dragsterach najważniejsze jest duże przyspieszenie – na dystansie 402,336 metra samochody te nie osiągają pełnej prędkości, która mogłaby mieć decydujące znaczenie w dłuższym wyścigu. Ważna jest także aerodynamika pojazdu. Zwrotność nie odgrywa tu dużej roli ponieważ tor wyścigu pozbawiony jest zakrętów.
Samochody te generują moc około 8000 KM. Po osiągnięciu mety mają prędkość przekraczającą 500 km/h, a pierwszą setkę osiągają już po 0,5 s. Najmocniejsze zużywają nawet po 10 l paliwa na sekundę.
Najmocniejsze klasy dragsterów (top fuel), których dane zamieszczono powyżej, ze względów bezpieczeństwa, nie ścigają się na dystansie 402,5 m, lecz na skróconym do 1000 stóp, czyli 302 m. 21 czerwca 2008 roku Scott Kalitta zginął w poważnym wypadku podczas kwalifikacji do Supernationals w Englishtown w stanie New Jersey. 2 lipca 2008 roku NHRA skróciła długość toru wyścigowego do 1000 stóp (302 metrów) dla klas nitrometanowych (Top Fuel i Funny Car), począwszy od rundy Mile High Nationals w Morrison w stanie Kolorado.  21 września 2023 roku Mike Salinas został pierwszym kierowcą, który osiągnął prędkość 300 mil/h (483 km/h) na odcinku 201 metrów.

## Rodzaje dragsterów
Najczęściej spotykane są samochody wyścigowe po dodatkowym tuningu, ale najmocniejsze dragstery to długie smukłe maszyny. 8 cylindrów napędza dwa tylne ponad 1 metrowe koła. Z przodu długiej na ponad 9 metrów maszyny, są 2 małe koła. Tuż przed startem są one blokowane, a tylne wprawia się w ruch – tarcie topi ich wierzchnią powierzchnię, co zwiększa przyczepność. Kadłub dragstera, czyli część pomiędzy kokpitem a przednimi kołami mieści całą mechanikę pojazdu i zbiornik na paliwo.

## Podział na klasy
- Mini – napęd dowolny, pojemność silnika do 1550 cm³,
- Mini Plus – napęd dowolny, pojemność silnika do 1550 cm³ z doładowaniem,
- Diesel – napęd dowolny, z doładowaniem lub bez, zasilane olejem napędowym,
- Profi – FWD N/A, pojemność silnika powyżej 1550 cm³,
- Profi Plus – RWD N/A lub AWD N/A, pojemność silnika powyżej 1550 cm³, silnik z tłokiem obrotowym,
- Turbo – FWD z doładowaniem,
- Turbo Plus – RWD z doładowaniem, silnik z tłokiem obrotowym z doładowaniem,
- Maxi – AWD z doładowaniem.